# Fédération allemande de basket-ball
Pour les articles homonymes, voir DBB.
La Fédération allemande de basket-ball (Deutscher Basketball Bund ou DBB) est une association, fondée en 1934, chargée d'organiser, de diriger et de développer le basket-ball en Allemagne, d'orienter et de contrôler l'activité de toutes les associations ou unions d'associations s'intéressant à la pratique du basket-ball. Son siège est à Hagen en Rhénanie-du-Nord-Westphalie.
La DBB représente le basket-ball auprès des pouvoirs publics ainsi qu'auprès des organismes sportifs nationaux et internationaux et, à ce titre, l'Allemagne dans les compétitions internationales. Elle défend également les intérêts moraux et matériels du basket-ball allemand. Elle est affiliée à la FIBA depuis 1934.